# 故宫日历
故宫日历是故宮博物院於中華民國大陸時期和中華人民共和國時期推出的日曆。

## 歷史
1932年至1936年间（一說1933年至1937年間），故宮博物院共出版五册《故宫日历》。日历內有历代书画和器物图片。封面和日期所用文字大多多來自故宫所藏碑拓，1938年，故宮日曆因中國抗日戰爭全面爆發而停止出版。中華民國台灣時期，國立故宮博物院於1974年(民國63年)，也曾出版一冊《故宮日曆》。2009年，郑欣淼建议故宫出版社考虑再版《故宫日历》。同年故宫出版社策划推出2010年《故宫日历》。2010年《故宫日历》以1936年出版的1937年《故宫日历》为蓝本重新出版。之後《故宫日历》不再以中華民國大陸時期的《故宮日曆》為藍本，而是以十二生肖作为主题。截至2021年，《故宫日历》已连续出版13年。